# Phân họ Sóc cây
Phân họ Sóc cây (danh pháp khoa học: Sciurinae) là một phân họ trong họ Sóc (Sciuridae). Phân họ này bao gồm các loài vịnh sóc và sóc cây. Các tài liệu phân loại cũ đặt sóc bay trong một phân họ riêng (Pteromyinae) và hợp nhất toàn bộ các dạng sóc còn lại trong phân họ Sciurinae, nhưng điều này đã bị bác bỏ mạnh mẽ bởi các nghiên cứu di truyền.

## Hình ảnh

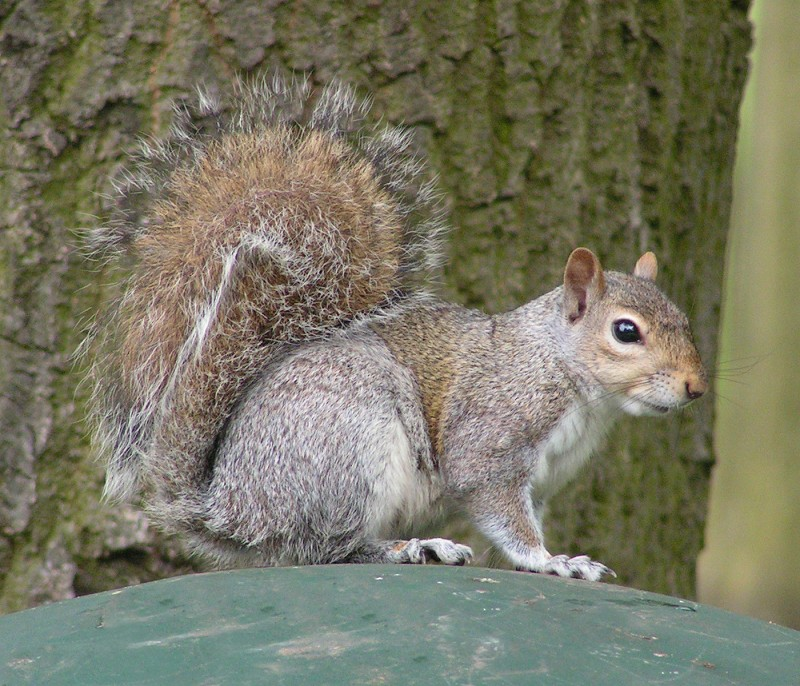
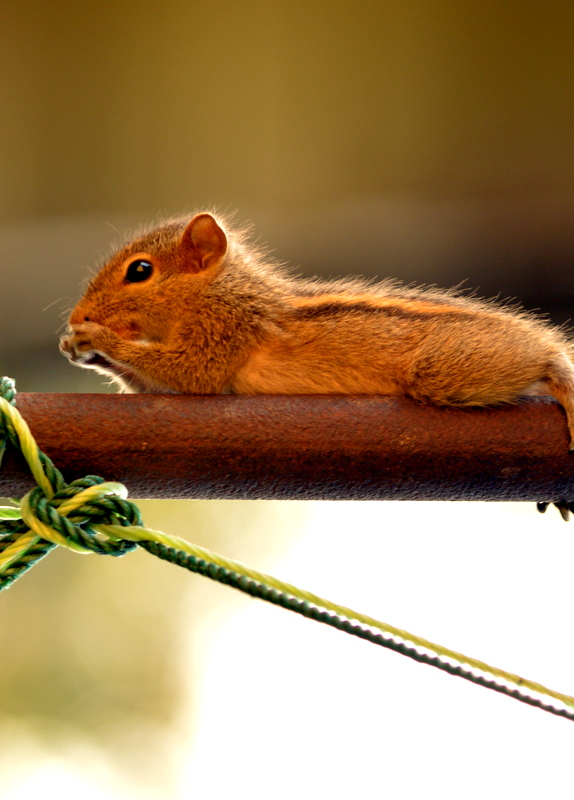
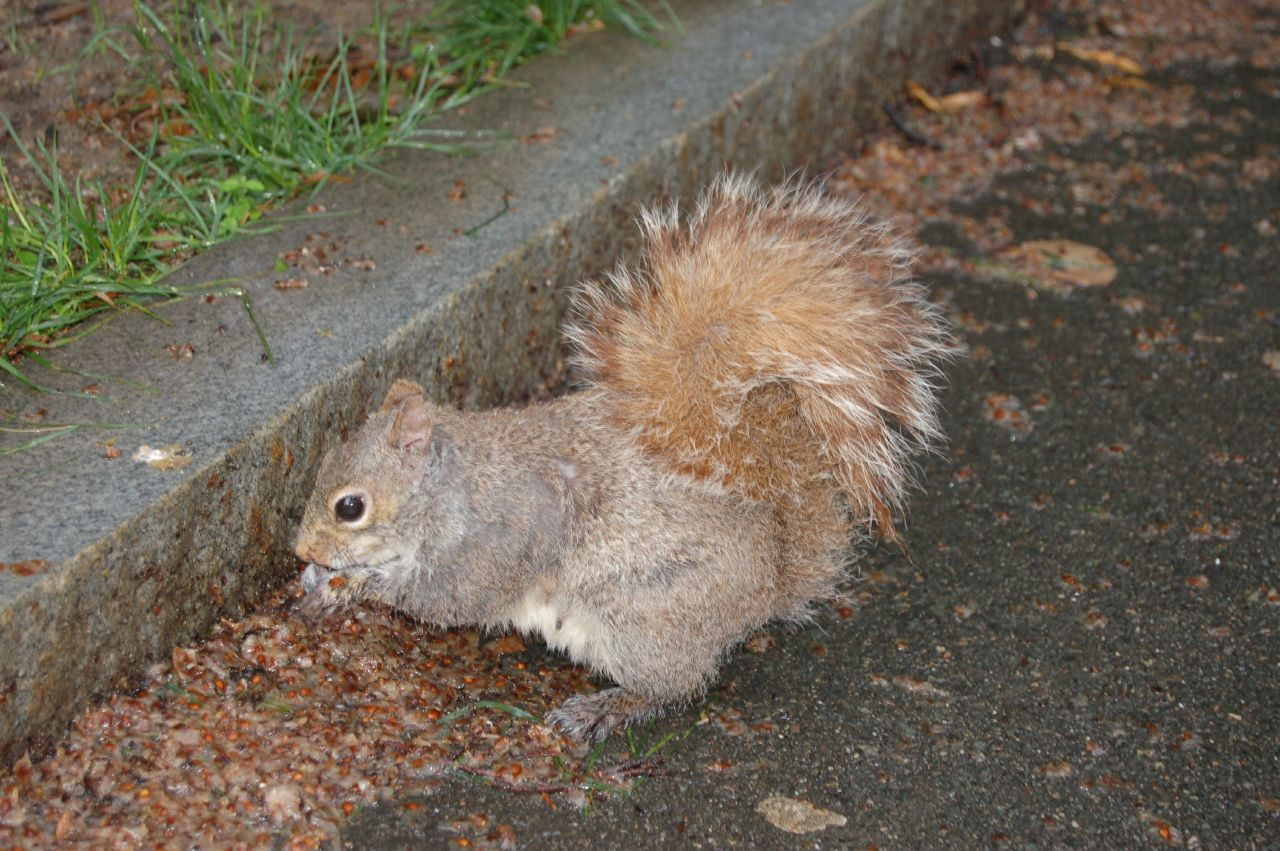
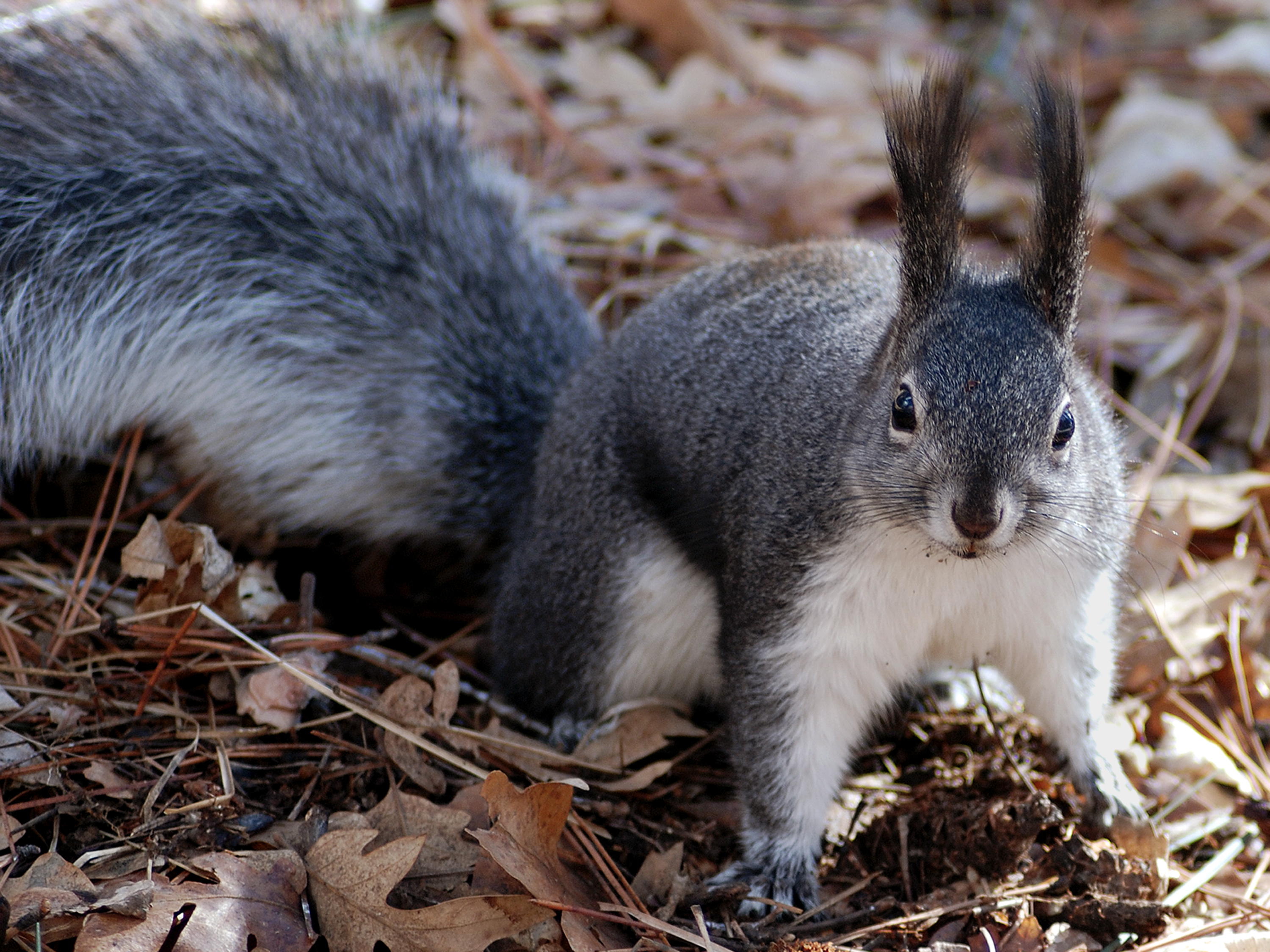

## Phân loại
- Phân họ Sciurinae
  - Tông Sciurini- Sóc cây
    - Microsciurus
    - Rheithrosciurus
    - Sciurus
    - Syntheosciurus
    - Tamiasciurus

  - Tông Pteromyini – Sóc bay
    - Aeretes
    - Aeromys
    - Belomys
    - Biswamoyopterus
    - Eoglaucomys
    - Eupetaurus
    - Glaucomys
    - Hylopetes
    - Iomys
    - Petaurillus
    - Petaurista
    - Petinomys
    - Pteromys
    - Pteromyscus
    - Trogopterus